# Jørgen Lademann
Jørgen Lademann (2. april 1927 i Idom – 24. juli 1987) var en dansk forlagsboghandler og grundlægger af Lademann.
Hans forlagsvirksomhed, herunder den populære bogklub Union, blev Danmarks største. 
Han er begravet på Hellerup Kirkegård, hvor han er begravet i sine forældres gravsted.